# 高平成美
高平 成美（たかひら なるみ、1989年7月29日 - ）は、日本の女優、声優。東京都出身。劇団ひまわり所属。日出高等学校卒業。

## 出演
太字はメインキャラクター。

### テレビアニメ
2008年
- ソウルイーター（パティ〈パトリシア・トンプソン〉[3]）
- 薬師寺涼子の怪奇事件簿（高本あやか、女子高生）

2009年
- DARKER THAN BLACK -流星の双子-（アリエル）
- 東京マグニチュード8.0（メグ）

2014年
- ソウルイーターノット!（パティ・トンプソン[4]）

### ゲーム
2008年
- ソウルイーター シリーズ（パティ〈パトリシア・トンプソン〉）
  - メデューサの陰謀
  - モノトーン プリンセス

2009年
- ソウルイーター バトルレゾナンス（パティ〈パトリシア・トンプソン〉）

2010年
- ザ・サード バースデイ（エミリー・ジェファーソン）

### ドラマCD
2008年
- アニメディア7月号全サドラマCD（パティ〈パトリシア・トンプソン〉）

2009年
- ソウルイーター シリーズ（パティ〈パトリシア・トンプソン〉）
  - スペシャルドラマCD Vol.1 キッド&トンプソン姉妹編
  - スペシャルドラマCD Vol.3＋ ブラック☆スター&椿編

2011年
- ソウルイーター プレミアムドラマCD お色気魔法にご用心（パティ〈パトリシア・トンプソン〉）

### キャラクターソング
- ソウルイーター（パティ〈パトリシア・トンプソン〉）
  - ソウルイーター キャラクターソング(3) それが僕らの道しるべ

### ラジオ
- 世田谷的 演劇THEATER F（世田谷FM：2009年11月4日ゲスト出演）

### 映画
- ワルボロ（2007年）

### テレビドラマ
- プロポーズ大作戦（フジテレビ：2007年）
- ピラメキーノ ざっくり戦士ピラメキッド「ざっくりとした旧友（前編）」（テレビ東京：2010年5月21日）

### CM
- 神奈川県 もったいないから始めよう！（2008年）
- カルビー 『ポテトチップス』ポテトチップス・ラブ体操篇（2010年）
- アコム 喫茶店篇（2014年）[5]

#### CMソング
- TOTOシステムキッチン クロッソ「crassoのうた」（2010年）
- TOTOシステムバス サザナ「sazanaのうた」（2010年）

### 舞台
- アンネ〜アンネの日記より〜（シアター代官山、2009年11月19日‐11月29日）マルゴー 役

### テレビ番組
- 最終警告!たけしの本当は怖い家庭の医学 再現VTR（ABC：2008年）
- 最終警告!たけしの本当は怖い家庭の医学「春のレディース人間ドック2時間SP」 再現VTR（ABC）
- シャキーン!（NHK教育）
- 徳光和夫の感動再会"逢いたい"（TBS）